# Adrian Lustig
Adrian Lustig (n. 29 septembrie 1953, București, România – d. 22 iulie 2023, București, România) a fost un scriitor, dramaturg, scenarist, producător de film și om de afaceri român. A scris piese de teatru (Poker, Clinica, Nepotu’) și romane (Romanța cu stagiari, Un loc pe roată, Legea timidității universale, Un ceai cu tipele de sâmbătă, Un băiat ura o fată, Funeralii fericite, Luca). A avut, de asemenea, o activitate bogată în televiziune și radio și a scris scenariile unor filme cunoscute precum Nunta mută (2008), Minte-mă frumos (2012), Lindenfeld, o poveste de dragoste (2013), Funeralii fericite (2013), Minte-mă frumos în Centrul Vechi (2017), Nunți, botezuri, înmormântări (2022). 

## Biografie
Adrian Lustig este fiul lui Oliver Lustig, supraviețuitor al lagărelor naziste și autor al numeroase cărți despre experiența Holocaustului, și al Lucreției Lustig, jurnalistă și romancieră.
A absolvit cursurile Facultății de Automatică din cadrul Institutului Politehnic din București și a obținut apoi titlul științific de doctor în calculatoare la același institut. În 1979 a debutat în presă, în revista Luceafărul, iar în 1982, la 29 de ani, a publicat primul său roman, Romanță cu stagiari, care a cunoscut un succes fulminant. Acestuia i-au urmat alte romane: Legea timidității universale, Un loc pe roată, Un băiat ura o fată (în 1990, tirajul de o sută de mii de exemplare a fost vândut în numai două săptămâni), Un ceai cu tipele de sâmbătă, Funeralii fericite, Luca.
Debutul în teatru ca dramaturg a avut loc la Teatrul Național din Iași, în 2002, cu piesa Circul Matteo. În anii 2000, i s-au jucat, în aceeași stagiune, la Teatrul de Comedie din București, trei piese: Poker (în regia lui Alexandru Tocilescu, în repertoriul teatrului timp de 14 ani neîntrerupt), Clinica și Nepotu’. A debutat ca scenarist cu filmul Nunta mută (2008). Vândut în 31 de țări, filmul s-a bucurat și de o adaptare dramatică, scrisă de Adrian Lustig și montată de Didier Bezace la prestigiosul Theatre de la Commune din Paris. Adrian Lustig a scris, în total, 11 scenarii de film, ultimul dintre ele fiind Nunți, botezuri, înmormântări (regizat de fiul său, Alexandru Lustig, lansat în 2022 și plasat patru săptămâni consecutiv pe locul 1 în Top 10 „Cele mai vizionate filme în România” pe Netflix).

## Viață personală
A fost căsătorit cu Eugenia Vodă, critic de film și realizator de televiziune. Împreună au un fiu, Alexandru Lustig, de profesie regizor.

## Filmografie

### Scenarist
- Nunta mută (2008) – în colaborare cu Horațiu Mălăele
- Poker (2010)
- Minte-mă frumos (2012)
- Ultimul corupt din România (2012)
- Lindenfeld, o poveste de dragoste (2013)
- Funeralii fericite (2013)
- Puzzle (2013)
- Live (2015)
- Minte-mă frumos în Centrul Vechi (2017)
- Luca (2020)
- Nunți, botezuri, înmormântări (2022)

### Producător delegat
- Nunta mută (2008)